# Massimo Manuelli
Massimo Manuelli, né le 24 octobre 1938 à Turin (Piémont), est un réalisateur, assistant réalisateur et scénariste italien.

## Biographie
Manuelli a été assistant réalisateur dans les années 1960 et a mis en scène un téléfilm en 1981, avant de contribuer au film collectif L'addio a Enrico Berlinguer, un documentaire sur les funérailles du secrétaire nationale du Parti communiste italien Enrico Berlinguer. Parallèlement, Manuelle réalise Il piccolo teatro di Milano pour la télévision. En 1987, il réalise le film Una notte, un sogno, qu'il a également écrit et dans lequel il a joué.

## Filmographie

### Réalisateur
- 1981 : Il fascino dell'insolito (série télévisée)
- 1984 : Sabatoventiquattromarzo (film collectif de multiples réalisateurs)
- 1984 : L'addio a Enrico Berlinguer (film collectif de multiples réalisateurs)
- 1988 : Una notte, un sogno
- 1995 : Roma dodici novembre 1994 (court métrage)

### Assistant réalisateur
- 1973 : Gli amici degli amici hanno saputo de Fulvio Marcolin (de)

### Scénariste
- 1981 : Il fascino dell'insolito (série télévisée)
- 1988 : Una notte, un sogno